# Jacques Pills
Pour les articles homonymes, voir Pills et Ducos.
Jacques Pills, nom de scène de René Victor Ducos, né le 6 mars 1906 à Tulle (Corrèze) et mort le 12 septembre 1970 dans le 12e arrondissement de Paris, est un chanteur français.

## Biographie
Connu sous son nom d'artiste Jacques Pills, René Ducos débute au Moulin-Rouge, où Mistinguett tient la vedette. Il met au point, avec son acolyte Georges Tabet, le numéro de duettistes Pills et Tabet, avec lequel ils tournent avec succès dans toute l'Europe. Le duo interprète des chansons de Mireille et Jean Nohain, comme Couchés dans le foin.
Jacques Pills, qui débutait, était le partenaire d'Hélène Robert. Il introduit dans les milieux du cinéma et elle tourna de nombreux films.[non pertinent]
Alors qu'il est maréchal des logis de réserve au 19e dépôt de guerre du Train, il épouse la chanteuse Lucienne Boyer le 9 octobre 1939 à Paris 8e, avec laquelle il demeure 38 boulevard Gouvion-Saint-Cyr. Leur fille Jacqueline Boyer naît en 1941. En juin 1949, il est condamné par le tribunal correctionnel à 6.000 francs d'amende pour violences conjugales.
Dans les années 1940, reprenant son indépendance, il devient chanteur de charme (Seul dans la nuit). Son impresario est alors Bruno Coquatrix. Pills choisit le futur Gilbert Bécaud comme pianiste accompagnateur pour une tournée en Amérique. Ils écrivent, ensemble, Je t'ai dans la peau pour Édith Piaf, qu'il épouse le 20 septembre 1952 à New York dans la paroisse des Français, l'église Saint-Vincent-de-Paul. Marlene Dietrich est l'un de leurs témoins. Ils divorcent cinq ans plus tard, en 1957.
En 1959, il est choisi pour la première participation de Monaco au Concours Eurovision de la chanson avec la chanson Mon ami Pierrot. Il est classé dernier des onze candidats. Mais, l'année suivante, sa fille Jacqueline Boyer remporte le concours pour la France, avec le titre Tom Pillibi.
Le succès de la musique yéyé le pousse à mettre un terme à sa carrière de chanteur. Il se retire dans sa ferme familiale de Bretagne-de-Marsan (40 hectares) dans le département des Landes où il élève des poulets, des canards et des porcs, avant de retourner à Paris où il collabore avec Bruno Coquatrix pour la conception de spectacles à l'Olympia.

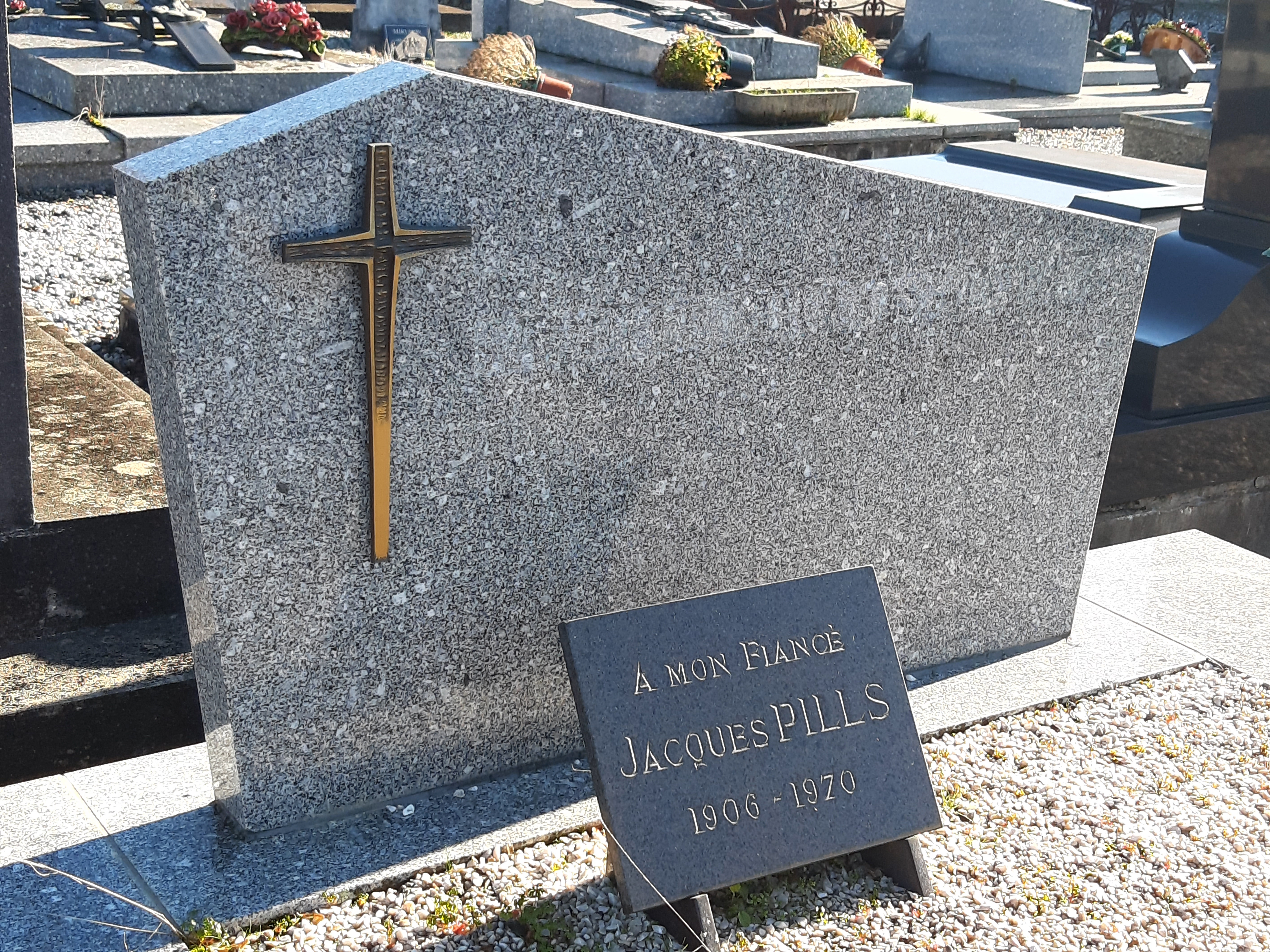
Tombe de Jacques Pills au cimetière du Centre de Mont-de-Marsan.

Jacques Pills meurt le 12 septembre 1970 à l'âge de 64 ans. Il est inhumé au cimetière du centre de Mont-de-Marsan (Landes).

## Principaux succès
- 1941 : Avec son ukulélé
- 1943 : Cheveux dans le vent
- 1945 : Seul dans la nuit
- 1945 : Bonjour mon village
- 1945 : Oh ! la ! la !
- 1954 : Ma Petite Rime
- 1953 : Tout ça parce qu'au bois de Chaville

## Filmographie partielle
- 1936 : Prends la route, de Jean Boyer (avec Georges Tabet) : Jacques
- 1936 : Toi, c'est moi, de René Guissart (avec Georges Tabet) : Bob Guibert
- 1942 : Pension Jonas, de Pierre Caron
- 1945 : Marie la Misère de Jacques de Baroncelli
- 1945 : Seul dans la nuit de Christian Stengel : Marny, alias Jacques Sartory
- 1949 : Une femme par jour, de Jean Boyer
- 1954 : Boum sur Paris de Maurice de Canonge : Jean Sestrières
- 1955 : French Cancan de Jean Renoir